# Goran Ikonić
Goran Ikonić (Zvornik, 23 marzo 1980) è un ex cestista e allenatore di pallacanestro bosniaco.

## Carriera
Con la Bosnia ed Erzegovina ha disputato i Campionati europei del 2011.

## Palmarès

### Squadra
- Coppa di Bosnia ed Erzegovina: 1

Bosna: 2009
- EuroChallenge: 1

Krka Novo mesto: 2010-11
- Coppa di Lega svizzera: 1

Monthey: 2016

### Individuale
- MVP finals EuroChallenge: 1

Krka Novo mesto: 2010-11